# الهيئة السعودية للمراجعين الداخليين
الهيئة السعودية للمراجعيين الداخليين، الجمعية السعودية للمراجعين الداخليين (سابقا)،  هي جهة حكومية سعودية، تأسست في عام 2011م بموجب قرار مجلس الوزراء رقم 84، وهي جهة مهنية مستقلة غير ربحية تعمل تحـت إشراف الديوان العام للمحاسبة، وترتبط بالمعهد الدولي للمراجعين الداخليين. وباعتبارها المرجع المهني الوحيد المعتمد في المملكة العربية السعودية من قبل المعهد الدولي للمراجعين الداخليين، فإن الجمعية تسعى لتحقيق المعايير الدولية المهنية لجميع ممارسين مهنة المراجعة الداخلية.

## أهداف الهيئة
تهدف إلى توفير الإرشادات والمعلومات حول أفضل الممارسات لمهنة المراجعة الداخلية ورفع نسبة الوعي المهني، وتعزيز الأخلاقيات المهنية التي يجب أن يتقيد بها الأفراد والمؤسسات، من خلال مشاركة المعرفة لممارسات المهنة الصادرة من المعهد الدولي للمراجعين الداخليين.
كما تسعى  للمساهمة في تعزيز الشفافية ورفع الأداء في منشآت القطاعين العام والخاص وتطوير الكفاءات المهنية المتخصصة في مجال المراجعة الداخلية في المملكة العربية السعودية.

## معايير الهيئة ومبادئها
تقدم الهيئة الأدلة والإرشادات المهنية التي يجب على الممارسين الإلتزام بها حسب مبادئ أخلاقيات المهنة الصادرة عن المعهد الدولي للمراجعين الداخليين. تلتزم الجمعية بالحفاظ على مبادئ الثقة، والنزاهة، والموضوعية، والسرية، والكفاءة، والعمل على تعزيز السلوك الأخلاقي للمؤسسات والمراجعين الداخليين على حدٍّ سواء.
وبصفتها الجهة الرسمية والمخوّلة في المملكة العربية السعودية فهي مكلّفة على تعزيز الإمتثال والتقيّد بالسياسات والإجراءات التنظيمية من أجل تخفيف أي مخاطر أو تهديدات على النزاهة والسمعة الأخلاقية، وتضمن وجود رقابة فعالة وحوكمة فعالة لسير العمليات داخل المنظمة، حيث أن ما تؤمن وتعمل به يعكس مبادئ السلوك الأخلاقي الصادرعن المعهد الدولي للمراجعين الداخليين.

## برنامج قيادة
أطلقت الهيئة في عام 2021م برنامج «قيادة المراجعة الداخلية» بالتعاون مع هارفارد للأعمال والنشر، وشراكة إستراتيجية مع (سابك).
ويشتمل البرنامج على ثلاثة محاور رئيسة، أولها «التفكير الإستراتيجي»، الذي يركز على بناء المهارات الإستراتيجية وعقلية توليد الأفكار، والانتقال من النهج التبادلي إلى النهج التحويلي، فيما يعزّز المحور الثاني «التغيير عبر التأثير» مهارات المفاوضة وشبكة العلاقات المتينة، والتواصل الهادف وتنمية الذكاء العاطفي، أما المحور الثالث «قيادة التغيير»، فيركز على تشجيع المساءلة، وتبني عقلية توسعية وبناءة، والتعامل مع التردد في إحداث التغيير.